# Estádio Centenário de Armenia
O Estádio Centenário de Armenia (também conhecido como El Jardín de América) é um estádio localizado na cidade de Armênia, na Colômbia.
Inaugurado em 30 de Março de 1988 com um amistoso entre Colômbia e Canadá vencido pelos anfitriões por 3 a 0, tem capacidade para 29.000 torcedores.
É a casa do clube Deportes Quindío, da 1ª Divisão do Campeonato Colombiano de Futebol.
Foi uma das sedes da Copa América 2001 e do Campeonato Sul-Americano de Futebol Sub-20 de 2005, além dos Jogos Bolivarianos de 2005.
Em 2022 foi uma das sedes da Copa América de futebol feminina.